# Orlęta Dęblin
Orlęta Dęblin – polski klub piłkarski z siedzibą w mieście Dęblin, powstały w 1925 roku.

## Historia
Chronologia nazw:
- 1925: W.K.S. [Wojskowy Klub Sportowy] Dęblin
- 1937: WKS/Lot Dęblin
- 1938: WKS Lot Dęblin
- 1939: klub rozwiązano
- 1945: WKS Orlęta Dęblin
- 1998: MKS [Miejski Klub Sportowy] Czarni/Orlęta Dęblin – po fuzji z Czarni Dęblin
- 2001: klub rozwiązano
- 2015: MKS Orlęta 1925 Dęblin
- 2016: MKS [Miejski Klub Sportowy] Czarni/Orlęta Dęblin – po fuzji z Czarni Dęblin
- 2021: klub rozwiązano

Wojskowy Klub Sportowy, w skrócie W.K.S., został założony w Dęblinie w 1925 roku podczas postoju 15 Pułku Piechoty, a od kwietnia 1927 roku wzmocniony przez kadetów Oficerskiej Szkoły Lotnictwa, która została przeniesiona z Grudziądza.
Pierwszy sukces piłkarskiej drużyny jest zanotowany w 1932 roku, kiedy to po wygraniu grupy lubelskiej w Klasie B Lubelskiego OZPN (LOZPN), uzyskała awans do Klasy A. W 1933 roku zespół został sklasyfikowany na czwartej pozycji w grupie lubelskiej Klasy A. W 1934 roku dwie grupy - lubelska i siedlecka - zostały połączone w jedyną okręgową Klasę A, a zespół zajął 5.miejsce. W 1935 klub osiągnął swój największy sukces, zdobywając wicemistrzostwo Lubelskiej Klasy A. W 1937 roku w nazwie klubu pojawił się WKS/Lot Dęblin. Na skutek wybuchu II wojny światowej - we wrześniu 1939 roku działalność klubu została całkowicie zawieszona.
W 1945 roku Wojskowy Klub Sportowy został reaktywowany i przyjął nazwę WKS Orlęta Dęblin. Zespół przez dłuższy czas występował w niższych ligach podokręgu Lubelskiego. W sezonie 1961/62 dotarł do 1/32 Pucharu Polski. W sezonie 1988/89 klub występował w III lidze, ale po zajęciu 12. miejsca w grupie lubelskiej spadł z powrotem do rozgrywek okręgowych. W sezonie 1996/97 ponownie grał w III lidze i tym razem utrzymał się w niej uzyskują 7. lokatę w grupie lubelskiej. W następnym sezonie 1997/98 zajął 11. miejsce w grupie lubelskiej III ligi i został zdegradowany do okręgówki. 
Klub przestał istnieć w 2001 roku po zakończeniu fuzji z Czarnymi Dęblin dokonanej w 1998 roku. W 2015 roku został reaktywowany pod nazwą MKS Orlęta 1925 Dęblin, ale już w po zakończeniu sezonu 2015/16 ponownie został połączony z Czarnymi Dęblin, ostatnio grając pod nazwą Czarni/Orlęta Dęblin w sezonie 2020/21.

## Barwy klubowe, strój, herb, hymn
|  |  |

Klub ma barwy biało-niebieskie. Piłkarze domowe spotkania zazwyczaj grali w biało-niebieskich strojach.

## Sukcesy

### Trofea międzynarodowe
Nie uczestniczył w rozgrywkach europejskich (stan na 31-05-2024).

### Trofea krajowe
| \| \| Zdobyte trofea w rozgrywkach Polski (stan na: 31-05-2024) \| |                                                           |      |                                              |
| Rozgrywki                                                          | Osiągnięcie                                               | Razy | Sezon(y)                                     |
| Mistrzostwo                                                        | I miejsce                                                 | 0    |                                              |
| Mistrzostwo                                                        | II miejsce                                                | 0    |                                              |
| Mistrzostwo                                                        | III miejsce                                               | 0    |                                              |
| Puchar                                                             | zdobywca                                                  | 0    |                                              |
| Puchar                                                             | finalista                                                 | 0    |                                              |
| Puchar                                                             | 1/32 finału                                               | 2    | 1961/62, 1999/00 (jako Czarni/Orlęta Dęblin) |
| II liga                                                            | I miejsce                                                 | 0    |                                              |
| II liga                                                            | II miejsce                                                | 1    | 1935 (gr.Lublin)                             |
| II liga                                                            | III miejsce                                               | 1    | 1938/39 (gr.Lublin)                          |
| Polska                                                             | Zdobyte trofea w rozgrywkach Polski (stan na: 31-05-2024) |      |                                              |

- III liga:
  - 7.miejsce (1): 1996/97 (gr.Lubelska)

- Puchar Polski OZPN Lublin:
  - zdobywca (1): 1998/99 (jako Czarni/Orlęta Dęblin)

## Poszczególne sezony

### Rozgrywki międzynarodowe

#### Europejskie puchary
Klub nie uczestniczył w rozgrywkach europejskich.

### Rozgrywki krajowe
| \| Polska \| Bilans występów klubu w rozgrywkach piłkarskich Polski (Stan na 31 maja 2024 r.) \| \| |                                                                                  |        |       |   |   |   |    |    |     |                                            |        |        |      |
| Poziom                                                                                              | Rozgrywki                                                                        | Sezony | Mecze | Z | R | P | B+ | B– | Pkt | Lata                                       | Awanse | Spadki | Naj. |
| I                                                                                                   | Liga                                                                             | 0      |       |   |   |   |    |    |     |                                            |        |        |      |
| II                                                                                                  | Klasa A / Liga Okręgowa                                                          | 7      |       |   |   |   |    |    |     | 1933–1939                                  | 0      | 0      | 2    |
| III                                                                                                 | Klasa B / Klasa A                                                                | 4+     |       |   |   |   |    |    |     | 192?–1932, 1988/89, 1996–1998              | 1      | 2      | 1    |
| IV                                                                                                  | III liga / Klasa C / Klasa B                                                     | 6+     |       |   |   |   |    |    |     | 192?–192?, 19??–1988, 1989–1995, 1998–2001 | 2      | 1      | 1    |
| | Puchar Polski                                                                    | 2      |       |   |   |   |    |    |     | 1961/62, 1999/00                           |        |        | 1/32 |
| Polska                                                                                              | Bilans występów klubu w rozgrywkach piłkarskich Polski (Stan na 31 maja 2024 r.) |        |       |   |   |   |    |    |     |                                            |        |        |      |

## Struktura klubu

### Stadion
Drużyna rozgrywała swoje mecze domowe w Dęblinie na stadionie WSOSP w Dęblinie przy ul. Dywizjonu 303. Dane techniczne obiektu:
- pojemność: 2000 miejsc
- oświetlenie: brak
- wymiary boiska: b.d.

## Kibice i rywalizacja z innymi klubami

### Derby
- Czarni Dęblin
- AKS Dęblin